# Azamora
Azamora é um gênero de mariposa pertencente à família Crambidae.